# Set the Twilight Reeling
Albums de Lou Reed
Magic and Loss
(1992) Perfect Night: Live in London
(1998)
Set the Twilight Reeling est un album de Lou Reed sorti en 1996.

## Titres
Toutes les chansons sont de Lou Reed.
1. Egg Cream – 5:17
2. NYC Man – 4:56
3. Finish Line – 3:24
4. Trade In – 4:59
5. Hang on to Your Emotions – 3:46
6. Sex With Your Parents (Motherfucker) Part II – 3:37
7. HookyWooky – 4:19
8. The Proposition – 3:26
9. Adventurer – 4:17
10. Riptide – 7:47
11. Set the Twilight Reeling – 5:03

## Musiciens
- Lou Reed : chant, guitare
- Fernando Saunders : basse, guitare (2), chœurs
- Tony « Thunder » Smith : batterie, chœurs
- Struan Oglanby : programmation
- Oliver Lake, J. D. Parran, Russell Gunn Jr. : cuivres (2)
- Roy Bittan : piano (3)
- Mino Cinelu : percussions (3)
- Laurie Anderson : chœurs (5)